# Boehmantis microtympanum
Boehmantis là một chi động vật lưỡng cư trong họ Mantellidae, thuộc bộ Anura. Chi này có 1 loài Boehmantis microtympanum và 100% bị đe dọa hoặc tuyệt chủng.
Chúng là loài đặc hữu của Madagascar.
Các môi trường sống tự nhiên của chúng là các khu rừng ẩm ướt đất thấp nhiệt đới hoặc cận nhiệt đới, các khu rừng vùng núi ẩm nhiệt đới hoặc cận nhiệt đới, sông, và các khu rừng trước đây bị suy thoái nặng nề. Loài này đang bị đe dọa do mất môi trường sống.